# フェルナンド・カベナギ
フェルナンド・エセキエル・カベナギ（Fernando Ezequiel Cavenaghi, 1983年9月21日 - ）は、アルゼンチン・ブエノスアイレス州オブリエン出身の元同国代表。サッカー選手。現役時代のポジションはフォワード。

## 経歴

### クラブ
12歳でCAリーベル・プレートの下部組織に入団。その下部リーグで得点を量産していた事から、2001年にラモン・ディアス監督の目に留まり、トップチームでのデビューを果たす。
2001-02シーズン開幕戦でゴールをあげると、アリエル・オルテガ、アンドレス・ダレッサンドロらの強力メンバーらと一緒にゴールを量産、通算30回目のリーグ優勝に貢献し、自身も15ゴールを記録、18歳で得点王を獲得した。2002-03シーズンも12ゴールを記録し、チームも優勝を飾る。ユヴェントスFC、ASローマ、マンチェスター・ユナイテッドFC、FCバルセロナ、オリンピック・マルセイユ、ASモナコなどが獲得に乗り出すが、2004年にロシアのFCスパルタク・モスクワへロシア史上最高額（当時）の移籍金（約13億円）で移籍。ロシアでは気候の問題や監督と反りが合わないなど本領を発揮するには至らず、在籍3年間で62試合、17ゴールの成績に終わり、2007年1月22日にFCジロンダン・ボルドーに完全移籍した。
ボルドー移籍直後は途中出場が多く、2007-08シーズンは開幕前に恥骨部分を痛め手術を行ったために2ヵ月間出遅れてしまう。その間にレンジャーズFCに移籍したジャン＝クロード・ダルシュビーユの穴を埋める為に獲得したダヴィド・ベリオンがゴールを量産。そのため復帰後もカップ戦要員になるなど影が薄れたが、シーズン後半よりアフリカネイションズカップ出場のためマルアーヌ・シャマフが不在になるなどして出場機会が増加。起用に応えハイペースでゴールを量産し、チームのリーグ2位の原動力となった。2008-09シーズンはチームトップタイの13ゴールを記録し、チームの10シーズンぶりのリーグ優勝に貢献した。
2009-10シーズンはローラン・ブラン監督がシャマフを1トップとする布陣を取ったため出場試合数が減少し、リーグ戦20試合の出場で3ゴールと結果を残せなかった。2010年夏、RCDマヨルカにレンタル移籍した。
2011年にプリメーラB・ナシオナルに降格した古巣・リーベル・プレートへ復帰し19得点を挙げ、1部昇格に貢献した。
2016年12月27日、膝の故障を理由に現役を引退することを表明した。

## 代表
2003年に行われたFIFAワールドユース選手権では7試合に出場して4得点を記録し、チームは4位に入賞した。非公式戦ながら2004年12月29日に行われたカタルーニャ選抜との練習試合でアルゼンチン代表初出場を果たし、2008年3月にボルドーでの活躍が認められアルゼンチン代表に初招集されると、2008年3月26日のエジプトとの親善試合で国際Aマッチ初出場を記録した。

## タイトル

### クラブ
リーベル・プレート
- プリメーラ・ディビシオン : 2001-02C, 2002-03C, 2003-04C, 2013-14F
- プリメーラB・ナシオナル : 2011-12

ボルドー
- リーグ・アン : 2008-09
- トロフェ・デ・シャンピオン : 2008, 2009
- クープ・ドゥ・ラ・リーグ : 2007, 2009

インテルナシオナウ
- カンピオナート・ガウショ : 2011

APOEL
- キプロス・ファーストディビジョン : 2015-16

## 個人成績
| クラブ               | シーズン | リーグ | リーグ | リーグ   | リーグ | リーグ | リーグ   | 欧州カップ戦 | 欧州カップ戦 | 欧州カップ戦 | 合計 | 合計   | 合計     |
| クラブ               | シーズン | 試合   | ゴール | アシスト | 試合   | ゴール | アシスト | 試合         | ゴール       | アシスト     | 試合 | ゴール | アシスト |
| -------------------- | -------- | ------ | ------ | -------- | ------ | ------ | -------- | ------------ | ------------ | ------------ | ---- | ------ | -------- |
| リーベル・プレート   | 2000-01  | 5      | 1      | -        | -      | -      | -        | -            | -            | -            | 5    | 1      | -        |
| リーベル・プレート   | 2001-02  | 23     | 17     | -        | -      | -      | -        | -            | -            | -            | 23   | 17     | -        |
| リーベル・プレート   | 2002-03  | 33     | 20     | -        | -      | -      | -        | -            | -            | -            | 33   | 20     | -        |
| リーベル・プレート   | 2003-04  | 27     | 17     | -        | -      | -      | -        | -            | -            | -            | 27   | 17     | -        |
| リーベル・プレート   | 合計     | 88     | 55     | -        | -      | -      | -        | -            | -            | -            | 88   | 55     | -        |
| スパルタク・モスクワ | 2004     | 9      | 1      | -        | -      | -      | -        | -            | -            | -            | 9    | 1      | -        |
| スパルタク・モスクワ | 2005     | 25     | 6      | -        | 1      | 1      | -        | -            | -            | -            | 26   | 7      | -        |
| スパルタク・モスクワ | 2006     | 17     | 5      | -        | -      | -      | -        | 1            | 0            | -            | 18   | 5      | -        |
| スパルタク・モスクワ | 合計     | 51     | 12     | -        | -      | -      | -        | 1            | 0            | -            | 53   | 13     | -        |
| ボルドー             | 2006-07  | 9      | 2      | -        | -      | -      | -        | -            | -            | -            | 9    | 2      | -        |
| ボルドー             | 2007-08  | 23     | 15     | 16       | 5      | 2      | -        | 7            | 5            | -            | 35   | 22     | -        |
| ボルドー             | 2008-09  | 29     | 13     | -        | 1      | 0      | -        | 1            | 0            | -            | 31   | 13     | -        |
| ボルドー             | 2009-10  | 20     | 3      | -        | 4      | 0      | -        | 0            | 0            | -            | 24   | 3      | -        |
| ボルドー             | 合計     | 81     | 33     | -        | 10     | 2      | -        | 8            | 5            | -            | 103  | 40     | -        |
| マヨルカ             | 2010-11  | 11     | 2      | -        | -      | -      | -        | -            | -            | -            | 11   | 2      | -        |
| マヨルカ             | 合計     | 11     | 2      | -        | -      | -      | -        | -            | -            | -            | 11   | 2      | -        |
| インテルナシオナウ   | 2010-11  | -      | -      | -        | -      | -      | -        | -            | -            | -            | -    | -      | -        |
| インテルナシオナウ   | 合計     | -      | -      | -        | -      | -      | -        | -            | -            | -            | -    | -      | -        |
| 合計                 | 合計     | 235    | 102    | -        | 11     | 3      | -        | 9            | 5            | -            | 255  | 110    | -        |